# علي المكتفي بالله
أمِيرُ اَلْمُؤْمِنِين وَخَلِيفَةُ المُسْلِمِين أبُو مُحَمَّد عَلِيُّ المُكْتَفي بالله بن أحمَد المُعْتَضِد بن طَلحة المُوفَّق بن جَعْفَر المُتوكِّل بن مُحَمَّد المُعْتَصِم اَلْعَبَّاسِي اَلْهَاشِمِيِّ اَلْقُرَشِيِّ (264 - 295 هـ / 877 - 908 م)، المعرُوف اختصارًا باسم المُكْتَفي أو المُكْتَفي بالله، هو الخليفة السَّابِع عَشَر من خُلفاء بَني العبَّاس، كان مقيمًا في مدينة الرقة بالشام ثم أنتقل إلى بغداد بعد وفاة أبيه وبقي هناك إلى أن توفي.

## نسبه وحياته
ابن المعتضد أبي العباس أحمد بن الموفق طلحة بن المتوكل، أبو محمد العباسي القرشي. وأمه أم ولد تركية اسمها جيجك، ولد سنة 264هـ/ 876م، وبويع بالخلافة بعد وفاة أبيهِ المعتضد بعهدٍ منه وذلك في ربيع الآخر سنة 289هـ/ 15 أبريل 902م، ولم يزل خليفة إلى أن توفي في 12 ذي القعدة سنة 295هـ/ 13 أغسطس سنة 908م، فكانت مدته ست سنوات وستة أشهر و 19 يوماً.
حارب القرامطة وقاتلهم ببأس وشدة وقتل يحيى بن زكوريه القرمطي سنة 290 هـ، وفي سنة 291 هـ قتل كل من الحسين بن زكوريه القرمطي وغلامه الذي لُقِّب المطوق بالنور وابن عمه عيسى بن مهوريه وهؤلاء بحسب السيوطي من مدعي النبوة فظفر بهم وقتلهم. وفي نفس السنة زفّت للمكتفي بالله أخبار فتح انطاليا وغنم المسلمون منها أموالاً كثيرة.

## وفاته
توفي علي المكتفي بالله في بغداد في 12 ذي القعدة 295 هـ، وهو شاب عمره 31 عاما بمرض داء الملك.
وقال عنهُ الصولي: سمعت المكتفي يقول في علتهِ: (والله ما آسى إلا على سبعمائة ألف دينار صرفتها من مال المسلمين في أبنية ما احتجت إليها وكنت مستغنيا عنها وأخاف أن أُسأل عنها وأني أستغفر الله).
ومن إنجازاتهِ بناؤهِ لجامع الخلفاء في جانب الرصافة من بغداد، وكان قبل ذلك سجناً بناه والده المعتضد بالله، وعندما دخل المغول بغداد هدموهُ ولم يتبقى منهُ حاليا سوى المنارة وبُني مسجد حديث بقربهِ.

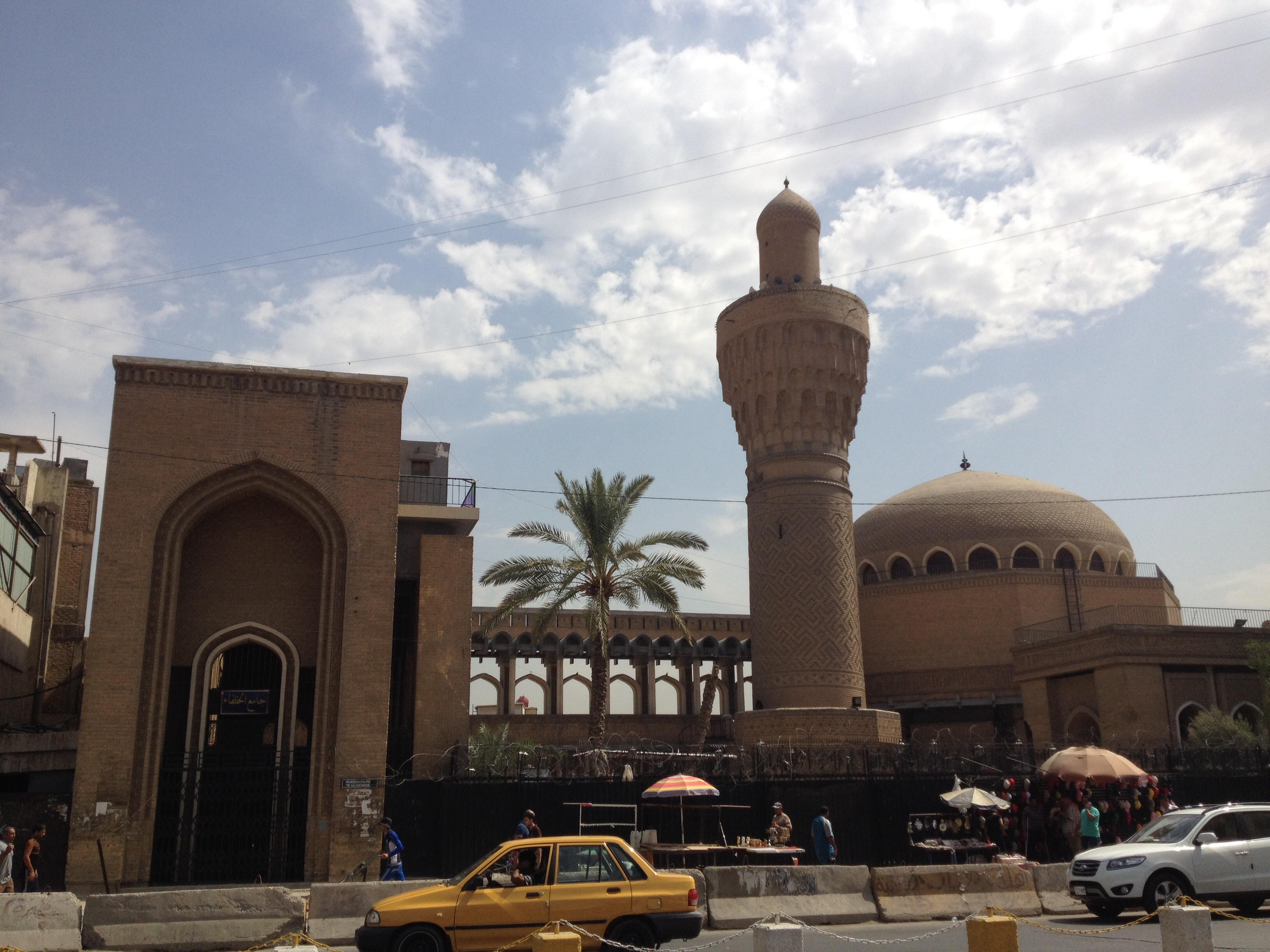
جامع الخلفاء في بغداد بناه المكتفي بالله ومأذنته من أقدم الآثار العباسية الباقية إلى الآن